# سیارک ۷۱۰۰۰
سیارک ۷۱۰۰۰ (به انگلیسی: 71000 Hughdowns، نامگذاری:1999XD37) هفتاد و یک هزارمین سیارک کشف شده‌است که در ۷ دسامبر ۱۹۹۹ کشف شد.